# فرانیتو مونفورته
فرانیتو مونفورته (به ایتالیایی: Fragneto Monforte) یک کومونه در ایتالیا است که در استان بنونتو واقع شده‌است.

## خصوصیات
فرانیتو مونفورته ۲۴٫۴ کیلومترمربع مساحت و ۱٬۹۳۵ نفر جمعیت دارد و ۳۸۰ متر بالاتر از سطح دریا واقع شده‌است.

## خواهرخوانده
شهر Santo Stefano di Rogliano خواهرخواندهٔ فرانیتو مونفورته هست.

## نگارخانه

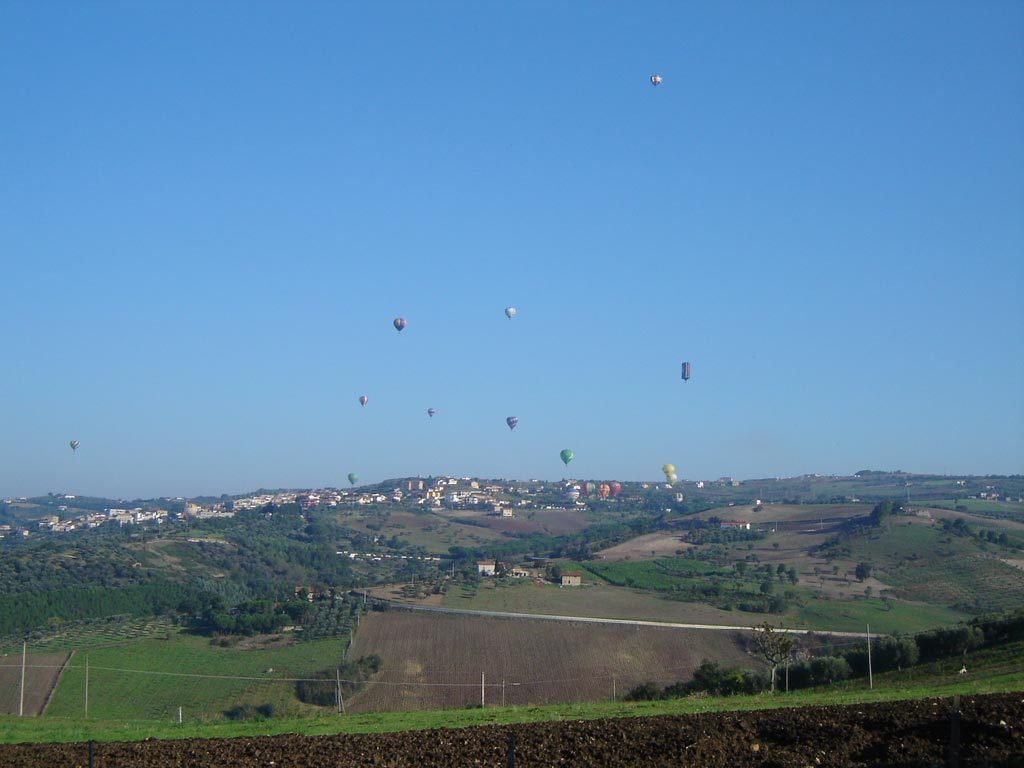
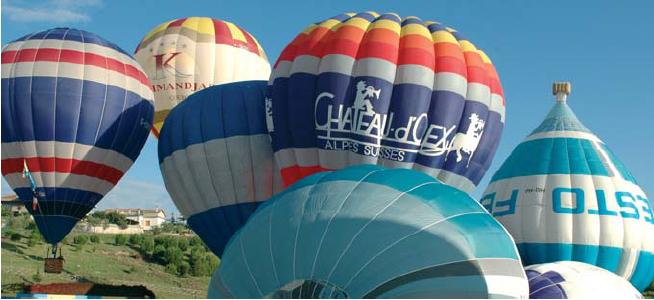
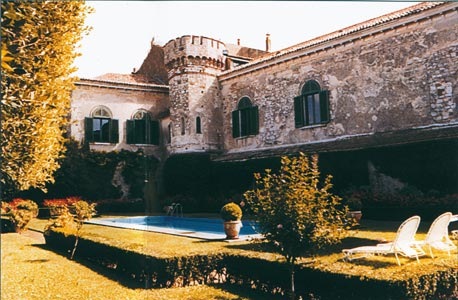
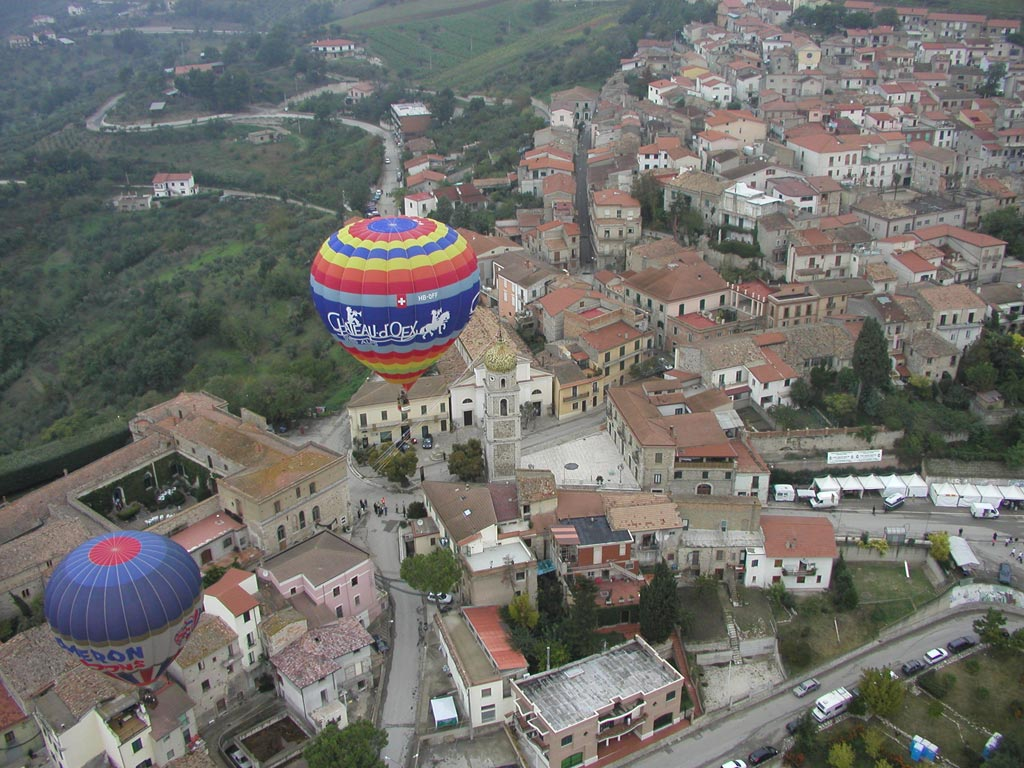
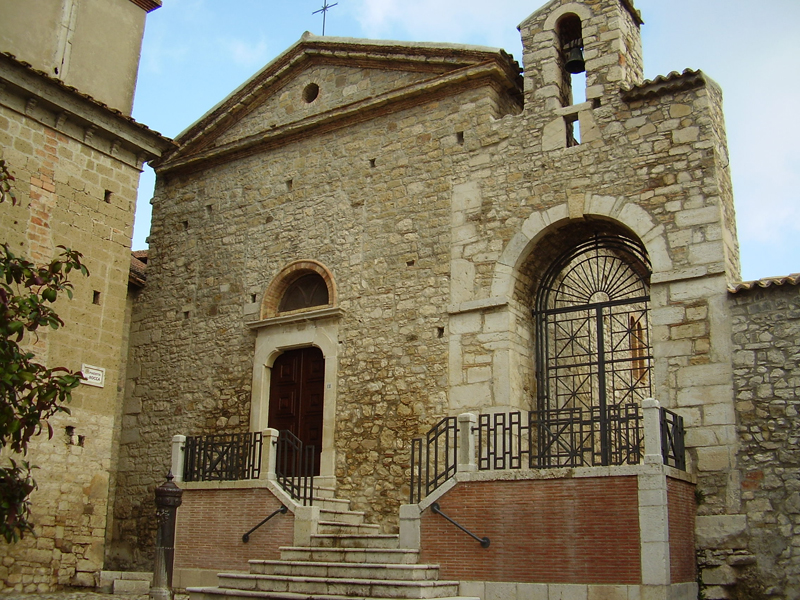